# Чемпионат Украины по вольной борьбе 2012
Чемпионат Украины по вольной борьбе 2012 прошёл в 22 — 24 марта 2012 года в Запорожье.

## Медалисты

### Мужчины
| Категории | Золото                | Серебро           | Бронза               |
| --------- | --------------------- | ----------------- | -------------------- |
| До 55 кг  | Юрий Голуб            | Сергей Ратушный   | Виталий Руденко      |
| До 55 кг  | Юрий Голуб            | Сергей Ратушный   | Юрий Леднев          |
| До 60 кг  | Николай Айвазян       | Василий Шуптар    | Александр Холявицкий |
| До 60 кг  | Николай Айвазян       | Василий Шуптар    | Юрий Семакин         |
| До 66 кг  | Андрей Квятковский    | Андрей Нагорный   | Алексей Мельник      |
| До 66 кг  | Андрей Квятковский    | Андрей Нагорный   | Семён Радулов        |
| До 74 кг  | Гия Чехладзе          | Владимир Перхалюк | Дмитрий Камисар      |
| До 74 кг  | Гия Чехладзе          | Владимир Перхалюк | Виталий Жуков        |
| До 84 кг  | Ибрагим Алдатов       | Джамбули Цотадзе  | Виктор Муха          |
| До 84 кг  | Ибрагим Алдатов       | Джамбули Цотадзе  | Любомир Сагалюк      |
| До 96 кг  | Ален Засеев           | Кантемир Гагиев   | Павел Олейник        |
| До 96 кг  | Ален Засеев           | Кантемир Гагиев   | Сергей Ефименко      |
| До 120 кг | Александр Хоцяновский | Мурадин Кушхов    | Вячеслав Музаев      |
| До 120 кг | Александр Хоцяновский | Мурадин Кушхов    | Евгений Дзюбак       |

### Женщины
| Категории | Золото               | Серебро           | Бронза                |
| --------- | -------------------- | ----------------- | --------------------- |
| До 48 кг  | Александра Когут     | Ирина Рыбак       | Татьяна Сикновенко    |
| До 48 кг  | Александра Когут     | Ирина Рыбак       | Анна Богуненко        |
| До 51 кг  | Лилия Горишна        | Марьяна Безрука   | Анжела Причепий       |
| До 51 кг  | Лилия Горишна        | Марьяна Безрука   | Ольга Шнайдер         |
| До 55 кг  | Ирина Гусяк          | Ирина Харив       | Татьяна Лазарева      |
| До 55 кг  | Ирина Гусяк          | Ирина Харив       | Ольга Нарепеха        |
| До 59 кг  | Оксана Гергель       | Виктория Чепурко  | Татьяна Кит           |
| До 59 кг  | Оксана Гергель       | Виктория Чепурко  | Ольга Прохор          |
| До 63 кг  | Алла Черкасова       | Татьяна Лавренчук | Екатерина Жидачевская |
| До 63 кг  | Алла Черкасова       | Татьяна Лавренчук | Марьяна Квятковская   |
| До 67 кг  | Алина Стадник-Махиня | Анна Фёдорова     | Людмила Тычина        |
| До 67 кг  | Алина Стадник-Махиня | Анна Фёдорова     | Светлана Рыжикова     |
| До 72 кг  | Оксана Ващук         | Марина Мосьпан    | Юлия Лавренюк         |
| До 72 кг  | Оксана Ващук         | Марина Мосьпан    | Кристина Кауфман      |